# Andries Hoogerwerf (atleet en natuurbeschermer)
Andries Hoogerwerf (Vlaardingen, 29 augustus 1906 – Castricum, 5 februari 1977) was een Nederlandse atleet, die zich had toegelegd op de 400 en 800 m. Daarna ontpopte hij zich als een verdienstelijk preparateur, zoöloog, natuurfotograaf en internationaal georiënteerd natuurbeschermer in Nederlands-Indië (vervolgens Indonesië) en in Nederland.

## Loopbaan als sportman

### Nederlandse records
In 1923 liep Hoogerwerf een Nederlands record op de 800 m van 1.56,6. Op de 1000 m verbeterde hij het nationale record in 1929 en 1930 in totaal zelfs driemaal, van 2.40,2 via 2.36,4 naar 2.35,2. De laatste recordprestatie bleef overeind tot 1935, toen Frits de Ruijter 2.34,9 liet registreren. Ook verbrak hij in 1930 het Nederlands record op de 1500 m van 4.10,6 naar 4.08,6.

### Olympische Spelen
Hoogerwerf maakte deel uit van de Nederlandse ploeg voor de Olympische Spelen van 1928 in Amsterdam. Hij was lid van de ploeg voor de 4 x 400 m estafette, samen met Rinus van den Berge, Harry Broos en Adje Paulen. De ploeg werd in de tweede serie uitgeschakeld. Ook nam hij deel aan de 400 en 800 m; op beide nummers werd hij in de series uitgeschakeld.
Andries Hoogerwerf werd in 1927, 1929 en 1930 Nederlands kampioen op de 800 m. Daarnaast behaalde hij als lid van de 4 x 400 m estafetteploeg voor zijn atletiekvereniging HAV eveneens driemaal de nationale titel, t.w. in 1926, 1927 en 1929. Hoogerwerf had waarschijnlijk veel langer dan vijf jaar aan de nationale top kunnen staan, als hij niet aan een carrière in Nederlands-Indië de voorkeur had gegeven.

## Nederlandse kampioenschappen
| Onderdeel | Jaar             |
| --------- | ---------------- |
| 800 m     | 1927, 1929, 1930 |

## Persoonlijke records

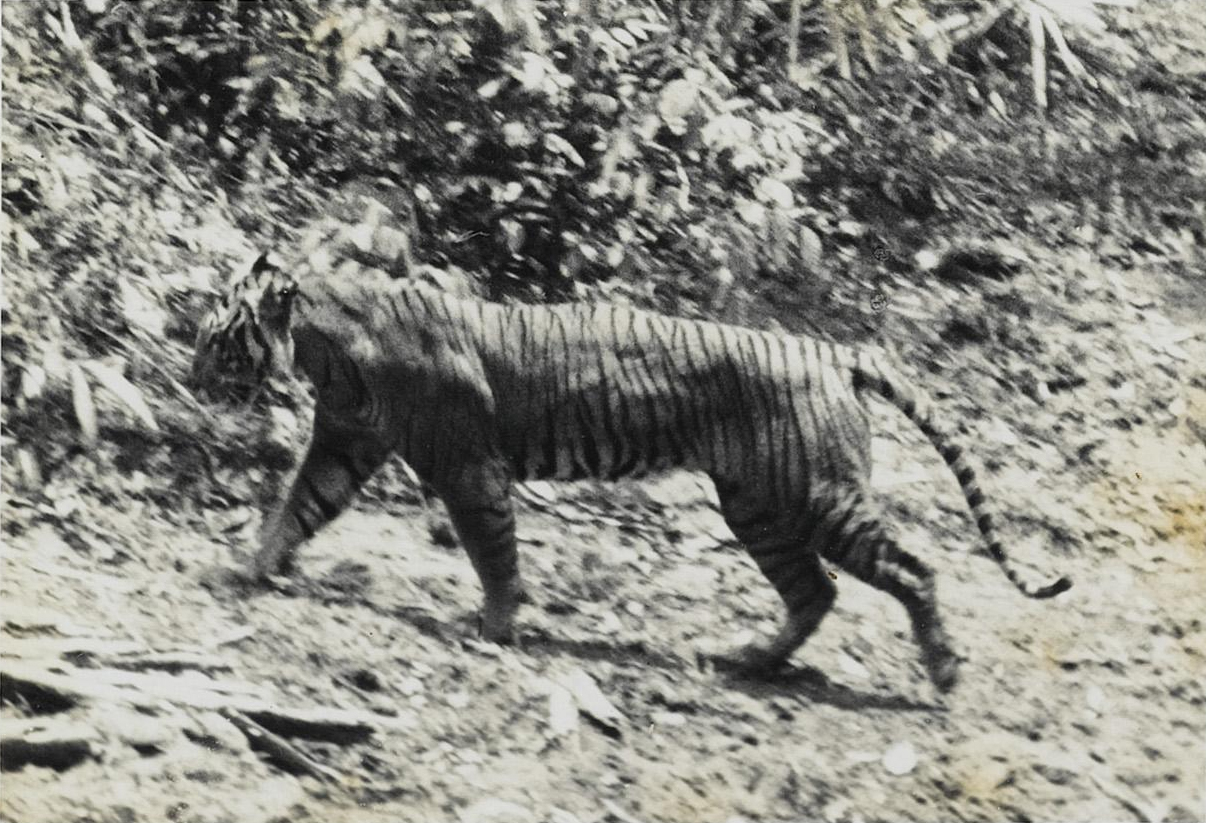
Foto van de inmiddels uitgestorven Javaanse tijger, in 1938 door Andries Hoogerwerf vastgelegd op het schiereiland Ujung Kulon.

| Onderdeel | Prestatie        | Datum             | Plaats    |
| --------- | ---------------- | ----------------- | --------- |
| 800 m     | 1.56,6 s (ex-NR) | 24 augustus 1929  | Amsterdam |
| 1000 m    | 2.35,2 s (ex-NR) | 5 oktober 1930    | Parijs    |
| 1500 m    | 4.08,6 s (ex-NR) | 14 september 1930 | Amsterdam |

## Loopbaan als natuurbeschermer en -onderzoeker

### In Indonesië
In 1929 ontving Hoogerwerf een opleiding tot preparateur aan het Zoölogisch Museum Amsterdam en het Koliniaal Instituut. In 1931 trok hij voor 26 jaar naar Nederlands-Indië. Hij woonde daar in Buitenzorg/Bogor als ambtenaar voor natuurbeschermingsaangelegenheden bij de afdeling Jacht en Natuurbescherming van 's lands Plantentuin in Indonesië. Tijdens de Japanse bezetting mocht hij daar zijn werkzaamheden voortzetten en had hij toegang tot het Zoölogisch Museum van de tuin. Hij werd in 1945 hoofd van de afdeling Jacht en Natuurbescherming en bleef dat tot 1957, deels onder Indonesisch bewind. Daarna verhuisde hij naar Nederlands-Nieuw-Guinea, waar hij tot 1963 werkte als wetenschappelijk medewerker aan een landbouwkundig proefstation voor de rijstbouw.
Gedurende deze periode was hij actief in het waarnemen en fotograferen van vooral vogels. Hij nam deel aan expedities onder andere in 1937 door Atjeh. Verder fotografeerde hij vogels en zoogdieren. Hij schreef in deze periode 55 artikelen over de systematiek van vogels uit Zuidoost-Azië.

### Internationale natuurbescherming
Terug in Nederland bleef hij als lid van de commissie voor internationale natuurbescherming actief (1947-1977). Hij spande zich in voor het behoud van de oerwouden rondom Gunung Leuser op het eiland Sumatra binnen het daarvoor opgerichte comité van het Wereldnatuurfonds (van 1971-1977). Voor deze inspanningen ontving hij in 1973 (als autodidactisch bioloog) de door de Diergaarde Blijdorp ingestelde Cornelis van Doornprijs. In Nederland was hij betrokken bij de vinkenbaan te Castricum, een van de ringstations van het Vogeltrekstation.

### Zijn nalatenschap
Zijn totale oeuvre aan boeken en artikelen alleen al over de fauna en natuurbescherming in Indonesië omvat rond de 240 publicaties, waaronder een boek (uit 1970) van 512 pagina's over het schiereiland Ujung Kulon op Java en de laatste daar levende Indonesische Javaanse neushoorns (Rhinoceros sondaicus sondaicus). Hij beschreef een tiental nieuwe ondersoorten van vogels uit de Indische Archipel en als eerbetoon aan hem werd de Atjehfazant naar hem genoemd (Lophura hoogerwerfi). In het jaar van zijn overlijden verscheen nog een verhandeling over de vogels van de Nederlandse Antillen, waar hij tussen 1973 en 1976 regelmatig op bezoek kwam.
Hoogerwerf overleed in Castricum in 1977 aan een hartstilstand.

## Publicaties
Naast de eerder genoemde 240 artikelen, schreef Hoogerwerf deze boeken:
- 1938 – De avifauna van Batavia en omstreken. Leiden.
- 1949 – Bijdrage tot de oölogie van Java. Netherlands.
- 1949 – De avifauna van de Plantentuin te Buitenzorg (Java). Buitenzorg.
- 1949 – De Avifauna van Tjibodas en omgeving. Buitenzorg.
- 1953 – An Ornithological bibliography having particular reference to the study of the Birds of Java. Jakarta.
- 1967 – A further contribution to our oological knowledge of the Island of Java (Indonesia). Leiden. (with W.Ph.J. Hellebrekers).
- 1970 – Udjung Kulon: The Land of the Last Javan Rhinoceros. Brill: Leiden.

- Gemeinsame Normdatei: 1069566772
- International Standard Name Identifier: 0000 0003 6978 1514
- Library of Congress Control Number: n87924882
- Nationale Bibliotheek van Israël: 987007338117305171
- Nederlandse Thesaurus van Auteursnamen: 125413106
- Istituto Centrale per il Catalogo Unico: RMSV435951
- Virtual International Authority File: 234006331
- WorldCat: E39PBJqKd8qtVCVR846G8wcF8C